# Françoise Labrique
Françoise Labrique (* 18. November 1949 in Schaerbeek) ist eine belgische Ägyptologin.

## Werdegang
Nach der Promotion zum Dr. phil. in Brüssel 1991 war sie von 1998 bis 2005 Professorin an der Universität der Franche-Comté in Besançon und von 2005 bis 2015 in Köln. Die Dissertation wurde 1992 mit dem Prix de la Fondation Michela Schiff Giorgini (Lausanne) und dem Prix de la Fondation Universitaire (Brüssel) ausgezeichnet.
Ihre Forschungsinteressen sind ägyptische Religion und Literatur, griechische Religion und Literatur, epigraphische Arbeit, Ptolemaistik, Fragen zur Interpretatio graeca et aegyptiaca und ikonographische Analyse in den späten Quellen (Tempel und Gräber).

## Schriften (Auswahl)
- Stylistique et théologie à Edfou. Le rituel de l'offrande de la campagne. Etude de la composition (= Orientalia Lovaniensia analecta. Band 51). Peeters, Leuven 1992, ISBN 90-6831-461-0 (zugleich Dissertation, Brüssel 1991).
- als Herausgeberin: Religions méditerranéennes et orientales de l'Antiquité. Actes du colloque des 23–24 avril 1999, Institut des Sciences et Techniques de l'Antiquité (UMR 6048), Université de Franche-Comté, à Besançon. Le Colloque International "Religions des Mondes Méditerranéens et Orientaux de l'Antiquité" a été organisé les 23–24 avril 1999 à Besançon (= Bibliothèque d'étude. Band 135). Institut français d'archéologie orientale, Kairo 2002, ISBN 2-7247-0314-6.
- als Herausgeberin mit Uwe Westfehling: Mit Napoleon in Ägypten. Die Zeichnungen des Jean-Baptiste Lepère. Diese Publikation erscheint anlässlich der Ausstellung "Mit Napoleon in Ägypten – die Zeichnungen des Jean-Baptiste Lepère, Wallraf-Richartz-Museum & Fondation Corboud, Köln, 2. Oktober 2009 bis 10. Januar 2010. von Zabern, Mainz am Rhein 2009, ISBN 978-3-8053-4103-5.
  - als Herausgeberin mit Uwe Westfehling: Mit Napoleon in Ägypten. Die Zeichnungen des Jean-Baptiste Lepère. Diese Publikation erscheint anlässlich der Ausstellung "Mit Napoleon in Ägypten – die Zeichnungen des Jean-Baptiste Lepère, Wallraf-Richartz-Museum & Fondation Corboud, Köln, 2. Oktober 2009 bis 10. Januar 2010. Wissenschaftliche Buchgesellschaft, Darmstadt 2009, ISBN 978-3-534-23177-5.